# I. Petőfi Zenei Díj gála
A 2016-os Petőfi Zenei Díj-átadó gálát június 28-án, a Telekom VOLT Fesztivál nulladik napján, Sopronban rendezték meg. A jelölteket 2016. május 18-án hozták nyilvánossága a Petőfi Rádió internetes oldalán.
A nominálás alapját a Petőfi Rádió 2015. március 1. és 2016. március 1. között legtöbbet játszott, 150 magyar dala képezte. A 200 fős, szakmai testület (az elismert zenészekből, producerekből, zenei szerkesztőkből, újságírókból, koncert- és fesztiválszervezőkből álló Akadémia) ebből a 150 dalból, illetve a dalok előadói közül választotta ki a kategóriák 5-5 jelöltjét.
A jelöltekre május 20. és június 20. között a www.petofilive.hu/petofizeneidij oldalon lehetett szavazni és a szakmai testület is újra voksolt ez idő alatt. A végeredményt a szakmai szavazók és a közönség szavazatainak összessége adta, nyolc kategóriában. Ugyancsak a Petőfi Zenei Díj gálán adták át a Petőfi életműdíját is.
A szervezők fontosnak tartották, hogy az eredmény az utolsó pillanatig titokban maradjon, ezért a borítékok kibontásáig azt kizárólag a szavazást felügyelő közjegyző tudhatta.
A Petőfi Zenei Díj gálát a Duna World, a Petőfi TV és a petofilive.hu élőben közvetítette.
2016. június 24-én adták át a szakmai díjakat első alkalommal.

## Nyertesek és jelöltek

### Az év dala
- Halott Pénz - "Darabokra törted a szívem"
- Ákos - "Még egyszer"
- Margaret Island - "Eső"
- Marge - "Váratlan nyár"
- Vad Fruttik - "Mi lenne jó"

### Az év együttese
- Halott Pénz
- Margaret Island
- Punnany Massif
- Vad Fruttik
- Wellhello

### Az év női előadója
- Rúzsa Magdi
- Fábián Juli
- Lábas Viki (Margaret Island)
- Odett
- Sena (Irie Maffia)

### Az év férfi előadója
- Szabó Balázs (Szabó Balázs Bandája)
- Ákos
- Felcser Máté (Punnany Massif)
- Fluor (Wellhello)
- Marsalkó Dávid (Halott Pénz)

### Az év videóklipje
- Wellhello x Halott Pénz - "Emlékszem, Sopronban"
- Ákos - "Igazán"
- Blahalouisiana - "Ahol összeér"
- Brains - "Balance"
- Punnany Massif - "Utolsó tánc"

### Az év felfedezettje
- Fran Palermo (döntetlen)
- Freddie (döntetlen)
- Marge
- Nomád
- Run Over Dogs

### Az év koncertje
- Ákos - Papp László Budapest Aréna, 2015. december 16-17.
- Halott Pénz - Akvárium Klub 2015. december 10-11-12.
- Irie Maffia - Sziget 2015
- Punnany Massif - Volt fesztivál, 2015. július 3.
- Wellhello - Budapest Park, 2015. szeptember 10.

### Az év dj-je
- Karanyi
- DJ Palotai
- Jumo Daddy
- Kovary
- Lotfi Begi

## Életműdíj
- Bereményi Géza

## Szakmai Díjak

### Az év hangmérnöke
- Rochlitz Tamás – "Day and Night" (Monkeyneck)

### Az év producere
- Kovács Krisztián – "Ne is figyelj rám! (necc remix)" (Fish!)

### Az év borítója
- Hujber Áron és Benkő Bálint – Ülni. Örülni. Megőrülni. (Halott Pénz)

### Az év menedzsere
- Rusz Andrást (The Biebers)

### Az év hangszerelése
- Varga Norbert és Lukács Levente – "Balance" (Brains)